# فندق فور سيزونز الرياض
فندق فور سيزونز الرياض أحد المنتجعات الفاخرة الحديثة في عاصمة المملكة العربية السعودية. الفندق جزء من سلسلة فنادق فورسيزونز العالمية، التي قامت بإنشاء فنادق ومنتجعات فاخرة في أماكن مختلفة في أنحاء العالم. وفندق فور سيزونز الرياض واحد من 95 منشأة تنتشر في 35 دولة. افتتح أول فندق من هذه السلسلة الكندية الأصل عام 1961. يعرف فور سيزونز اليوم بكونه علامة تجارية عالمية فاخرة لدوره الريادي في مجال السياحة المترفة. يتضمن الفندق مرافق لاستضافة اجتماعات عمل، مؤتمرات دولية، حفلات زفاف، مناسبات رسمية ورحلات سياحية.

## سهولة الوصول وكيفية الوصول إلى الفندق
يقع الفندق في مركز المملكة في الرياض. فقد تم بناء المنشأة في مكان يسهل الوصول إليه من المراكز التجارية الحيوية في العاصمة. فيبعد برج الفيصلية 5 كيلومتر عن الفندق وتقع جامعة الملك سعود على مسافة 10 كيلومتر. ويمكن لأي شخص الوصول إلى الفندق بسهولة عن ظريق استقلال سيارة أجرة من المطار الذي يبعد 35 كيلومتر. يمكن أيضاً الذهاب سيراً على الأقدام من مبنى الفندق إلى صحارى مول وحياة مول، ملتقى المتسوقين. كما تبعد حديقة الحيوان الوطنية في الرياض مسافة 15 دقيقة بالسيارة.

## الخدمات والميزات
يتألف فندق فور سيزونز الرياض من 274 غرفة حديثة مجهزة بشكل جيد إضافة إلى مراكز أعمال، قاعات اجتماعات، قاعات مؤتمرات، مطاعم وأنشطة ترفيهية. الغرف مجهزة بنظام تكييف هوائي وتتوفر خدمة الغرف على مدار الساعة، وخدمة الاتصال بالانترنت عبر واي فاي كما أنها مجهزة أيضاً بتجهيزات متطورة من شأنها أن تجعل إقامة النزلاء مريحة. أما ميزة هذا الفندق فتتجلى في أن كل غرفة من هذه الغرف مؤلفة من غرفة معيشة منفصلة مع أريكة، مناضد، مصابيح وآلة لصنع القهوة.
أما الميزات المتعلقة بمجال الأعمال المتاحة في الفندق فتشمل غرف مكتبية خاصة، قرطاسية مكتبية، اتصال إنترنت عالي السرعة، أجهزة عرض، شاشات وغيرها من التجهيزات السمعية البصرية. كما أن قاعات الولائم وقاعات المؤتمرات مزودة بكل وسائل الراحة اللازمة لمناسبات العمل الهامة. إضافة إلى ذلك تم تجهيز صالات الرقص في الفندق بمعدات سمعية وبصرية متطورة سواء لموسيقيين، وراقصين ولفعاليات الأخرى. 
وتشمل خيارات الترفيه مسبحا خارجياً، ملعب تنس، نادي صحي وساحات للعب. يتوفر في سبا النادي الصحي خيارات تدليك، إضافة إلى علاجات للجسم والوجه يحظى بها النزلاء. كما يتوفر أيضاً ملعبي اسكواش داخليَين، ملعب كرة سلة، ساونا وغرفة بخار. يضم الفندق 3 مطاعم لتلبية أذواق الجميع. إذ تُقدم أصناف المأكولات العالمية للانتقاء من بينها.

## أنشطة يمكن القيام بها
يحتوي الفندق على الكثير من خيارات الترفيه للنشاط والاسترخاء. فإضافة إلى الخدمات والميزات داخل الفندق، فإنه يسمح أيضاً بوضع ترتيبات لبعض النشاطات خارجه. مثل قضاء يوم عطلة في ملعب الغولف الذي يبعد 30 دقيقة فقط عن الفندق والذي يعد من الأمور التي تجذب اهتمام الكثيرين. كما تتوفر خيارات كثيرة للتسوق والترفيه بالقرب من مبنى الفندق.

## الجوائز
حاز الطاهي أنس مبارك من فندق فور سيزونز الرياض في مركز المملكة على جائزة مرموقة كـ «أفضل طاهٍ شاب» في جوائز التميز السياحي السعودي لعام 2015.
حصل فندق فور سيزونز الرياض في مركز المملكة على أفضل خمسة جوائز في مجال السياحة والضيافة لعام 2014-2015، بدءاً بلقب أفضل فندق في المملكة العربية السعودية في حفل توزيع جوائز صحيفة سبق السياحية لعام 2014.